# Juniperus formosana
Juniperus formosana é uma espécie de conífera da família Cupressaceae.
Pode ser encontrada nos seguintes países: China e Taiwan.